# Embaixada de Cuba em Brasília
A Embaixada de Cuba em Brasília é a principal representação diplomática cubana no Brasil. O atual embaixador é Rolando Antonio Gómez Gonzáles.
Está localizada no Setor de Habitações Individuais Sul no Lago Sul, SHIS QI 5, Conjunto 18, Casa 1.

## História
| |  |  |
| Na época da construção de Brasília, Juscelino Kubitschek recebeu o líder cubano Fidel Castro na cidade. |  |  |

O Brasil reconheceu o Governo Revolucionário de Cuba em 1959, ano em que Fidel Castro visita o Brasil e é recebido pelo então presidente Juscelino Kubitschek. Com o golpe de 1964 e instalação da Ditadura Militar no Brasil, as relações com o país caribenho foram rompidas, sendo restabelecidas apenas em 1985, com a posterior instalação das embaixadas de ambos os países nas capitais. Cuba se instalou em Brasília no Lago Sul logo depois, em 1987. No período, agentes do Serviço Nacional de Informações chegaram a instalar escutas para espionagem, que foram frustradas pela reforma feita pelos cubanos no local.
Após isso, os países se reaproximaram, estabelecendo parcerias e cooperações, em especial nas décadas de 2000 e 2010. Após o impeachment de Dilma Rousseff, Cuba chamou de volta a então embaixadora Marielena Ruiz Capote em protesto. Rolando Antonio Gómez Gonzáles, então encarregado de negócios da embaixada, ficou a frente da representação, se tornando o embaixador de facto depois.

## Serviços
A embaixada realiza os serviços protocolares das representações estrangeiras, como o auxílio aos cubanos que moram no Brasil e aos visitantes vindos da Cuba e também para os brasileiros que desejam visitar ou se mudar para o país caribenho - o país tem recebido brasileiros interessados principalmente no ensino universitário da ilha. Além da embaixada de Brasília, a Cuba conta com mais dois consulados gerais em São Paulo, e em Manaus, com o qual divide as tarefas consulares. A embaixada tem jurisdição consular nos estados de Goiás, Mato Grosso, Distrito Federal, Mato Grosso, Mato Grosso do Sul e Tocantins, além do Distrito Federal.
Outras ações que passam pela embaixada são as relações diplomáticas com o governo brasileiro nas áreas política, econômica, cultural e científica. No passado, Cuba e Brasil mantiveram parcerias estratégicas, em especial nas áreas da saúde e de infraestrutura. Duas das mais polêmicas iniciativas do Governo Dilma Rousseff, o investimento brasileiro no Porto de Mariel e o Programa Mais Médicos, envolviam diretamente a diplomacia cubana. Desde o impeachment de Dilma, as relações entre Brasil e Cuba tem se deteriorado, com o Brasil se alinhando aos Estados Unidos e discordando dos cubanos em assuntos internacionais como a questão da Venezuela. Jair Bolsonaro já chegou a afirmou que pretendia cortar as relações diplomáticas com Cuba, mas isso acabou não acontecendo.